# Меншиков мост
Меншиков мост — пешеходный металлический балочный мост реку Ижору в Усть-Ижоре (Колпинский район Санкт-Петербурга).

## Расположение
Расположен в створе Шлиссельбургского шоссе, в устье реки Ижоры при впадении ее в Неву. Рядом с мостом расположены Церковь Александра Невского и музей-диорама «Александр Невский и Ижорская Земля».
Выше по течению находится автодорожный мост по Петрозаводскому шоссе.

## Название
До 2020 года мост был безымянным. Из-за выгнутой формы верхнего строения мост неофициально назывался Горбатым. В сентябре 2020 года на заседании Топонимической комиссии было рекомендовано назвать его Меншиковым, в честь А. Д. Меншикова, сподвижника Петра I, построившего первый мост на этом месте.

## История
В 1700-х годах на этом месте был построен деревянный разводной мост, который связывал усадьбу А. Д. Меншикова с левым берегом Ижоры. Мост неоднократно ремонтировался и перестраивался в дереве. К началу 1960-х годов это был пятипролётный деревянный проезжий мост на высоких свайных опорах. 
Существующий мост построен в период с августа 1965 года по июль 1966 года силами СУ-2 треста «Ленмостострой» по проекту, разработанному в 1964 году инженером института «Ленгипроинжпроект» Е. Е. Розенфельдом. Для конструкций пролётного строения были применены балки подкопрового моста, использованного при строительстве Казачьего моста через реку Монастырку в Санкт-Петербурге.

## Конструкция
Мост однопролётный металлический балочный. Пролётное строение состоит из металлических сварных прокатных балок, объединённых железобетонной плитой прохожей части. Опоры монолитные железобетонные на свайном основании, со сборными железобетонными оголовками. Подмостовой габарит составляет 7,8 м для пропуска маломерных судов. Мост однопролетный с двумя лестницами по концам. Длина моста составляет 32,7 м, ширина — 3 м.
Мост предназначен для пропуска пешеходов. Покрытие на прохожей части асфальтобетонное по ортотропной плите. Перильное ограждение на мосту и лестничных спусках металлическое сварное простого рисунка. Лестничные спуски двухмаршевые с промежуточной площадкой. Ступени лестничных спусков и прохожей части моста покрыты асфальтом.